# 19. Waffen-Grenadier-Division der SS (lettische Nr. 2)
19. Waffen-Grenadier-Division der SS (lettische Nr. 2) var en infanteridivision i Waffen-SS under 2. verdenskrig. Det var den anden lettiske division dannet i januar 1944, efter sin søsterenhed – 15. Waffen-Grenadier-Division der SS (lettische Nr. 1). Divisionen omringedes i Kurlandlommen i slutningen af krigen, hvor den overgav sig til Den Røde Hær.

## Dannelse
19. Waffen-Grenadier-Division der SS (lettische Nr. 2) blev dannet i januar 1944 ud fra 2. SS-Infanterie-Brigade, med tilføjelse af et nyligt dannet tredje regiment – Waffen-Grenadier-Regiment 46(lettische Nr. 6). Samtidig blev betegnelserne for de to andre grenader-regimenter ændret fra nr. 39 og 40 til henholdsvis nr. 42 og 43. Ærestitlerne Voldemārs Veiss og Hinrich Schuldt blev modtaget for regimenternes tapperhed i kamp i løbet af kampene i Kurland.

## Kommandører
Chefen for 2. SS-Infanterie-Brigade,SS-Oberführer Hinrich Schuldt blev den første chef for divisionen. Efter Schuldt blev dræbt i kamp den 15. marts 1944, overtog SS-Standartenführer Friedrich-Wilhelm Bock midlertidigt kommandoen, og blev erstattet den 13. april af SS-Oberführer Bruno Streckenbach, der ledede divisionen indtil slutningen af krigen.